# Гантінгдон
Га́нтінгдон — місто у Великій Британії, в Англії, у графстві Кембриджшир, розташоване на північному березі річки Грейт-Уз та поблизу міста Сент-Айвс.

## Історія
Перша письмова згадка про місто — у 1205 році.
У Гантінгдоні народився Олівер Кромвель.